# Licaria multinervis
Licaria multinervis är en lagerväxtart som beskrevs av H.Kurz. Licaria multinervis ingår i släktet Licaria och familjen lagerväxter. Inga underarter finns listade i Catalogue of Life.